# Plecotus wardi
Plecotus wardi — вид рукокрилих ссавців з родини лиликових.

## Таксономічна примітка
Таксон відокремлений від P. austriacus.

## Морфологічна характеристика
Це невеликий кажан, із загальною довжиною голови й тулуба від 47 до 53 мм, довжиною передпліччя від 41.9 до 45.1 мм, довжиною хвоста від 49 до 54 мм, довжиною лапи від 7 до 9.5 мм, довжина вух між 37 і 42 мм. Хутро довге і густе. Спинна частина коричнева, сірувато-коричнева або світло-коричнева, а черевна частина сіра з білими кінчиками волосся. Основа волосся всюди чорнувата. Морда конічна. Вуха величезні, овальні, коричневі, на лобі з'єднані тонкою шкірною перетинкою. Козелок становить приблизно половину довжини вушної раковини, звужений і з тупим кінцем. Перетинки крил коричневі або світло-коричневі. Пальці вкриті коричневим волоссям і оснащені сильними світлими кігтями. Хвіст довгий і повністю входить у великий уропатій.

## Поширення
Країни проживання: Афганістан, Пакистан, Індія, Непал, Китай.

## Спосіб життя
Зустрічається в печерах і кавернах, оточених хвойними лісами, а іноді і в людських житлах.